# Route nationale 171
Pour les articles homonymes, voir Route 171.
 (décembre 2015).
Si vous disposez d'ouvrages ou d'articles de référence ou si vous connaissez des sites web de qualité traitant du thème abordé ici, merci de compléter l'article en donnant les références utiles à sa vérifiabilité et en les liant à la section « Notes et références ».
La route nationale 171 ou RN 171 est une route nationale française de 58 kilomètres reliant les villes de Loire-Atlantique de Nozay et de Saint-Nazaire par Savenay. 
À partir de Savenay vers Saint-Nazaire, la RN 171 est à 2X2 voies. La RD 213, appelée Route bleue, à 2X2 voies à partir du pont de Saint-Nazaire, la prolonge jusqu'à Guérande.
Une particularité historique est que la dénomination RN 171 concernait jusqu'en 1972 la route de Granville à Carentan dans le département de la Manche. De 1972 à 2006, la dénomination RN 171 est appliquée aux routes reliant Le Croisic (kilomètre 0) à Laval en Mayenne (kilomètre 178) en passant par Saint-Nazaire, Savenay (échangeur de la Moëre avec la RN 165), Nozay (échangeur avec la RN 137), Châteaubriant, Pouancé et Craon. Depuis 2006, une grande partie de cette route a été déclassée en RD 771.

## Historique

### Avant 1972
Avant la réforme de 1972, la route numérotée RN 171 reliait Granville (Manche) à Carentan (Manche) ;  elle a alors été déclassée en RD 971.
La section de Laval à Pouancé appartenait à la RN 178BIS, celle de Pouancé à Châteaubriant à la RN 775, celle de Châteaubriant au Croisic à la RN 771.

### De 1972 à 2006: la RN 171 de Laval au Croisic
De 1972 à 2006, la RN 171 relie Laval au Croisic, mais il s'agit d'une route à double sens de circulation, peu sécurisée en raison des nombreux poids lourds qui l'empruntent.
Elle a été déclassée en RD 771 de Laval à Nozay et le tronçon du Croisic à Saint-Nazaire (qui est en partie urbain, notamment à La Baule-Escoublac) a été déclassé en RD 245.

## Les routes de Laval au Croisic depuis 2006

### Tronçon de Laval à Nozay (RD 771)
Les principales communes traversées par les départementales 771 sont :
- Laval (km 178) ;
- Cossé-le-Vivien (km 161) ;
- Craon (km 150) ;
- Pouancé (km 128) ;
- Châteaubriant (km 112) ;
- Nozay (km 85).

### Tronçon de Nozay à Saint-Nazaire (RN 171)
Partant de l'échangeur avec la RN 137, la RN 171 traverse : 
- Blain (km 70) ;
- Bouvron, où se trouve le  Carrefour giratoire entre N 171 et D 16 (km 60) ;
- Savenay où se trouve l'échangeur de la Moëre (km 51) et où la route franchit le sillon de Bretagne, passant du plateau de Loire-Atlantique (altitude 80 mètres) aux vastes marais de la région de Saint-Nazaire (marais de Prinquiau, marais de Donges, Brière) ;
- La Chapelle-Launay
- Prinquiau
- Donges (raffinerie de pétrole)
- Montoir-de-Bretagne (km 34) ;
- Trignac
- Saint-Nazaire (km 27).

De Nozay à l'échangeur de la Moëre, la RN 171 est constituée d'une chaussée à double sens. De l'échangeur de la Moëre à Saint-Nazaire, c'est une 2×2 voies.

### Tronçon de Saint-Nazaire au Croisic (RD 245)
- de Saint-Nazaire à La Baule-Escoublac : .....
- à La Baule-Escoublac : L'ancien tracé de la RN 171 comprenait l’avenue Guy-de-Morandais, passant par le quartier d'Escoublac (La Baule-Escoublac), puis se confondait avec la RD 92 au niveau de La Baule par l’avenue Georges-Clemenceau et une partie de l’avenue du Bois-d’Amour.[pas clair]
- après la Baule-Escoublac, la route D 245 traverse Le Pouliguen (kilomètre 8) et Batz-sur-Mer (kilomètre 4) pour atteindre Le Croisic au carrefour giratoire avant Le Croisic (kilomètre 0), le rond-point de l'Océan.

## Projets d'aménagement
- à court terme sont programmés la mise hors gel et l'élargissement (sans parler de mise à 2×2 voies) du tronçon de Bouvron à Savenay :
- est ensuite envisagé une déviation autour du bourg de Bouvron ;
- pour ce qui est de la section de Savenay à Saint-Nazaire, il est prévu à plus long terme de la faire passer à 2×3 voies, certains ouvrages d'art récents, comme le pont de l'échangeur de Montoir-de-Bretagne, étant d'ailleurs calibrés pour cette opération.

La section entre Savenay et Saint-Nazaire fait partie de l'épine dorsale de la métropole Nantes-Saint-Nazaire.

### Liste des sorties de Savenay à Saint-Nazaire
Les numérotations des sorties de la N171, suit la numérotation de la N165, en partant de Nantes.
- Échangeur entre N165 et N171 (depuis et vers Nantes) +  8 Échangeur de la Moëre - N171 (depuis et vers Saint-Nazaire) : Laval, Blain, Châteaubriant
- 8 (sortie de la N 165) La Justice - D3 (entrée vers Saint-Nazaire)
- 9 La Sablière - D17 : Savenay, La Chapelle-Launay, Lavau-sur-Loire
- 10 La Croix Joubert - D100 : Prinquiau, Donges
- Virage dangereux, du Bois de Sem, sur 900 m.
- Fin du virage dangereux, du Bois de Sem.
- 11 Les Six Croix - D4/D773 : Rennes, Vannes, Lorient, Donges, Pontchâteau, Besné, Ports de Donges, Montoir et Saint-Nazaire (interdit aux poids lourds de + de 3,5 tonnes, en direction de Pontchâteau, Vannes, Lorient)
- Entrée dans la périphérie de Montoir-de-Bretagne, Trignac & Saint-Nazaire.
- Pont de Nyon : Pont de Nyon, Le Petit Drelif, Les Brouzils (sens Savenay - Saint-Nazaire)
- La Cordionnais : La Cordionnais, L'Étang, L'Enferneuf (sens Saint-Nazaire)
- 12 Les Noës : Montoir-de-Bretagne, ZI Les Noës, La Grande Paroisse
- 13 La Torse - D50 : Montoir-de-Bretagne, Ports de Montoirs et Saint-Nazaire, Aéroport de Saint-Nazaire - Montoir, Parc naturel régional de la Brière
- 14 Trignac : Trignac
- Aire de service Avia (sens Saint-Nazaire-Savenay)
- Échangeur entre D213 et N171 : La Baule, Guérande, Saint-Nazaire-Ouest
- à 200 m  Avant giratoire.
- Avant giratoire.
- Carrefour giratoire entre N171 et D213 :
  - N171 : Vannes, Nantes, Rennes, Trignac, Savenay, Pontchâteau
  - Centre Commercial Grand Large
  - D213 : Noirmoutier, La Rochelle, La Roche-sur-Yon, Saint-Brevin-les-Pins, Pornic, Ports de Saint-Nazaire, Montoir et Donges, Méan Penhoët, Pont de Saint-Nazaire
  - N471 : Saint-Nazaire-Centre, Trignac-Certé
- Entrée dans l'agglomération de Saint-Nazaire.

### La route départementale 213 (Route bleue) de Saint-Nazaire à Guérande
La RD 213, aussi appelée Route bleue est une route généralement à 2×2 voies qui relie Les Moutiers-en-Retz au sud du département à Guérande en longeant le littoral (Pornic, Saint-Brevin-les-Pins) et en traversant le pont de Saint-Nazaire. Elle conflue avec la RN 171 par l'échangeur de Saint-Nazaire. Les communes traversées sont :
- Saint-Nazaire (RN 471)[pas clair] (km 27) ;
- * La Baule-Escoublac (km 14)
- Guérande où la 2X2 voies prend fin au carrefour giratoire de Villeneuve.

Partant ce rond-point, la route D 774 descend vers le sud, vers la Presqu'île du Croisic en passant à Saillé (commune de Guérande) pour rejoindre soit Le Pouliguen, soit Trégaté et Kervalet (commune de Batz-sur-Mer), soit le bourg de Batz en traversant les marais salants de Guérande.
La route D 774 part vers le nord, vers Herbignac et La Roche-Bernard (où passe la N 165).

### Tracé de l'ancienne RN 171 (D 971 de la Manche)
Les communes traversées par la RD 971 sont :
- Granville ;
- Bréhal ;
- Coutances ;
- Saint-Sauveur-Lendelin ;
- Périers ;
- Carentan.